# Ypejhú
Ypejhú es un distrito paraguayo del Departamento Canindeyú, situado en la región noroeste del mismo, y a unos 380 km de la ciudad de Asunción. Fue elevada a la categoría de distrito en 1975. Tiene una tasa de crecimiento demográfico anual del 4,8 %. Está unida a Paranhos, ciudad brasileña con la que componen un solo conurbano. Los pobladores se dedican a la agricultura y ganadería. 

## Geografía
Se desarrolla sobre una plataforma arenisca-basáltica, cuyo extremo norte está accidentado por la cordillera de Mbaracayú. El resto del terreno es apto para la agricultura y la ganadería.
Se divide en dos zonas: una es la comprendida por las cordilleras del Amambay y Mbaracayú, y sus estribaciones que llegan a Salto del Guairá; y la otra se sitúa al oeste de éstas elevaciones y está regada por las vertientes del río Paraguay, del río Jejuí Guazú y arroyo Aparay, entre otros.
Hacia el este de la zona, las tierras son de características basálticas con relieves suavemente ondulados. Se estima que el declive oscila entre 3 y 20 %. Al oeste quedan las lomadas arenosas y también de suaves relieves onduladas de entre 3 y 8 % de declive. 
En el límite norte con el Brasil y en la propia cordillera del Mbaracayú aparecen las areniscas de la formación Acaray, correspondiente al periodo cretáceo, en el mesozoico. El resto del terreno está conformado de rocas basálticas y de areniscas, todas aptas para la agricultura.
El trabajo de los inmigrantes brasileños, contribuyó a implementar los cultivos a gran escala. Limita al norte con Itanará; al sur con Villa Ygatimí y Curuguaty; al este con Brasil, separado por la Cordillera del Mbaracayú; y al oeste con Curuguaty y el Departamento de San Pedro.

## Hidrografía
El distrito de Ypejhú, se encuentra regado por las aguas del Río Jejuí, y por los siguientes arroyos: Arroyo de Oro, Arroyo Candado, Arroyo Barranco, Arroyo Itanará y Arroyo Aparay.

## Clima
La temperatura media anual del departamento es de 21 °C, disminuyendo levemente hacia el noreste. La máxima es de 39 °C en el verano y la mínima llega a 0 °C durante el invierno. En cuanto a las precipitaciones, de ocurrencia frecuente en la zona, el promedio anual se sitúa alrededor de los 1600 mm a algo superior a los 1700 mm. 
El extremo norte es una de las dos zonas con mayor precipitación del país. La evapotranspiración media anual es de 1100 mm, en especial hacia el noreste, siendo el mes de mayo el más lluvioso y el mes de junio el más seco; lo que da lugar a la formación de selva, al sur, y de los campos cerrados al norte, estrato xerófilo, arbustivo, con sabanas.

## Demografía
En el distrito de Ypehú existen varias comunidades indígenas, como las de: Parirí, Kavaju Paso, Cañadita Yvypave, Barranco Apy, Tekocha Yvy Poty, Ko`e ju Poty, Yvy Pony, Salinas y Pypyky Menchaca Cué.

## Economía
En la zona se dedican al cultivo de la soja, el trigo, la mandioca, el algodón, el maíz, la yerba mate, el tabaco, el girasol, también tienen cultivos de sorgo, café así como de frutas y hortalizas. En relación con la producción ganadera cuentan con ganado vacuno, equino, ovino, caprino, en gran parte de la zona. En la zona adyacente a la cordillera del Amambay, se encuentran las plantaciones forestales y animales como venados, oso hormiguero, yaguareté, y otros.

## Infraestructura
La principal vía de comunicación terrestre es el ramal de las rutas PY13 y PY17, que la conectan con Salto del Guairá y otras localidades. La mayoría de las vías terrestres están cubiertas con ripios, terraplenes o directamente son de tierra, varios kilómetros pueden ser utilizados dependiendo de la condición climática, ya que son inhabilitados en días de lluvia. También está favorecido con los servicios telefónicos de Copaco y los de telefonía móvil, además cuenta con varios medios de comunicación y los periódocos capitalinos llegan a todos los lugares.